# Souto de Aguiar da Beira
Souto de Aguiar da Beira is een plaats (freguesia) in de Portugese gemeente Aguiar da Beira en telt 369 inwoners (2001).